# مجدوده (روستا)
 مجدوده  به عربی ( المَجدوَدة )، روستایی است در دهستان وزیره از توابع استان مَهره در کشور یمن در شبه جزیره عربستان.

## جمعیت
جمعیت آن ( ۷۰) نفر (۸ خانوار) می‌باشد.